# Anton Jallai
Anton Viktor Jallai (Stoccolma, 15 agosto 2001) è un giocatore di football americano svedese, che gioca come wide receiver per i New Yorker Lions.
Dopo aver giocato per due squadre giovanili si trasferisce all'AIK Amerikansk Fotboll e successivamente agli Stockholm Mean Machines. Passa quindi in ELF, dove firma prima con i Leipzig Kings, poi con gli Helvetic Guards. Nell'estate del 2023 torna a giocare in Germania, ai New Yorker Lions.